# ザ・フェニックスホール
ザ・フェニックスホールは大阪府大阪市北区のあいおいニッセイ同和損保フェニックスタワー内にあるコンサートホール。

## 概要
1995年（平成7年）に同和火災海上保険株式会社（現在のあいおいニッセイ同和損害保険株式会社）の創立50周年記念事業として同本社ビルに開設された。 
- 客席 - 標準301席（1階：標準168席・最大：202席、2階：133席）
- 形式 - オープンステージ形式
- 楽器 - ピアノ スタインウェイD-274：1台、ヤマハCFⅢS：1台

## ホールの運営管理
館長
- 岡崎真雄

名誉音楽監督
- 江戸京子

音楽アドヴァイザー
- 今井信子
- 伊東信宏

## 所在地
- 大阪府大阪市北区西天満4丁目15-10

## アクセス
- JR東西線 北新地駅から徒歩で約3分。
- Osaka Metro谷町線 東梅田駅から徒歩で約4分。
- Osaka Metro御堂筋線 梅田駅から徒歩で約6分。
- 京阪中之島線 大江橋駅から徒歩で約7分。